# Font d'Auró

La Font d'Auró, respecte del terme de l'Estany

La Font d'Auró és una font del terme municipal de l'Estany, a la comarca del Moianès.
Està situada a 768 metres d'altitud, en el sector sud-oriental del terme i al sud-est del nucli del poble de l'Estany. És a la dreta de la Riera de Postius, al sud-est de la Barra i a l'oest-nord-oest del Puig Espeltós, just al sud de l'Estalviada.